# Rossy de Palma
Rosa Elena García Echave, conocida artísticamente como Rossy de Palma (Palma de Mallorca, 16 de septiembre de 1964), es una actriz, cantante y modelo española. Se dio a conocer como "chica Almodóvar" en películas de dicho director como Mujeres al borde de un ataque de nervios, Kika o La flor de mi secreto. Posteriormente ha trabajado a las órdenes de directores como Robert Altman, Mike Figgis y Terry Gilliam.
Con una polifacética carrera internacional es considerada una de las musas del diseñador Jean Paul Gaultier. En 1992 participó en el video musical «Too Funky» de George Michael. También formó parte del grupo musical Peor Impossible. Ha sido condecorada con la medalla de oficial de la Orden de las Artes y las Letras de Francia.

## Biografía

### Inicios profesionales:La movida
Pasó parte de su infancia en la ciudad de Segorbe (Castellón).[cita requerida] y en Avilés, Asturias, de donde son oriundos sus padres.  
A principios de los años 80 formó parte de un grupo musical llamado Peor Impossible, donde hizo sus pinitos en el canto y en el baile. Realizaron pequeñas giras y se ganaban la vida como podían como cualquier otro grupo surgido durante la época de la movida madrileña, de la que Rossy fue una de sus protagonistas.

Hago de vedette del cabaret. No es algo que me venga para nada de nuevo, llevo toda la vida haciéndolo, desde Peor Impossible, donde todo ya era un poco performático.
Rossy de Palma (2019)

 y aunque también trabajó durante muchos años de camarera en un pub de ambiente nocturno de la época, fue en uno de los conciertos de Peor Impossible donde conoció a Pedro Almodóvar, el cual iba a ver a este grupo con frecuencia ya que le encantaba y empezaba a ser conocido entre el público de la movida gracias a sus películas Pepi, Luci, Bom y otras chicas del montón o Laberinto de pasiones. En 1986 Almodóvar la descubrió y le instó para que participase con un pequeño papel en La ley del deseo en una divertida escena con el actor Eusebio Poncela.

Hay cosas de las que podría arrepentirme pero me han traído otras muy importantes. Todo es experiencia y aprendizaje. Tengo que dar las gracias a mi gran curiosidad que me conecta con la niña que he sido y sigo siendo, y que es un antídoto hasta contra la edad porque la mirada sigue siendo fresca.
Rossy de Palma (Diario El País, 2016)

### Chica Almodóvary musa de la moda

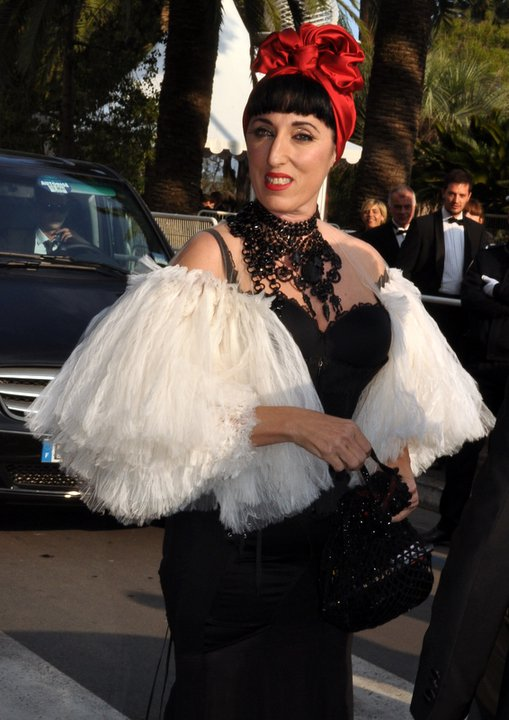
Rossy de Palma en 2011.

Desde entonces realizó varios trabajos con el director manchego, títulos como Mujeres al borde de un ataque de nervios, junto a actores como Carmen Maura, Antonio Banderas y María Barranco, o ¡Átame!, las cuales engordaban su currículo de actriz mientras repartía el tiempo en sus otras aficiones, cantar o posar como modelo para fotógrafos y diseñadores, ya que su peculiar rostro atraía a los vanguardistas del diseño y la moda. De Palma ha trabajado con diseñadores como Thierry Mugler, Jean-Paul Gaultier -diseñador de personalidades como Madonna-, el cual, como muchos otros, vio en ella una belleza cubista, como le llamaba el propio Pedro Almodóvar. La relación entre Rossy y Gaultier se ha mantenido en el tiempo, y en 2019 participaron juntos en el spot publicitario de la fragancia "Scandal", protagonizado por Irina Shayk.

La belleza única, como un Picasso, de Rossy de Palma y su alma creativa y desinhibida la han convertido en la musa más original del arte, la moda y el cine españoles. Su alegría de vivir es ahora capturada en su colección de maquillaje colorido MAC. El paquete de edición limitada presenta el glamour romántico de Rossy y las paletas que representan sus ojos, nariz y labios se unen para formar una visión cubista invencible.
Mac Cosmetic (2017)

Durante los años 90 se forjó como chica Almodóvar con títulos como La flor de mi secreto -en la que dio vida a la hermana de Marisa Paredes- o Kika, por las que fue nominada al Premio Goya de la academia de cine como mejor actriz de reparto. Poco después, protagonizó películas para directores franceses como Karim Dridi y también se dejó ver por la pequeña pantalla, realizando algunos spots o pequeños papeles en series televisivas. Este estatus de chica Almodóvar le valió un puesto de presentadora en el magacín de Televisión Española Estress junto a Loles León y Bibiana Fernández. En 1992 fue una de las modelos elegidas por George Michael, como Linda Evangelista, Eva Herzigová y Tyra Banks, para el videoclip de su canción «Too Funky».
Su talento interpretativo fue reconocido minoritariamente, pero al margen de todo ello desde el principio se convirtió en un personaje popular, siendo objetivo del mundo de la prensa rosa, con la que ha mantenido siempre una tortuosa y desagradable relación.

### Rossy de Palma sin Almodóvar

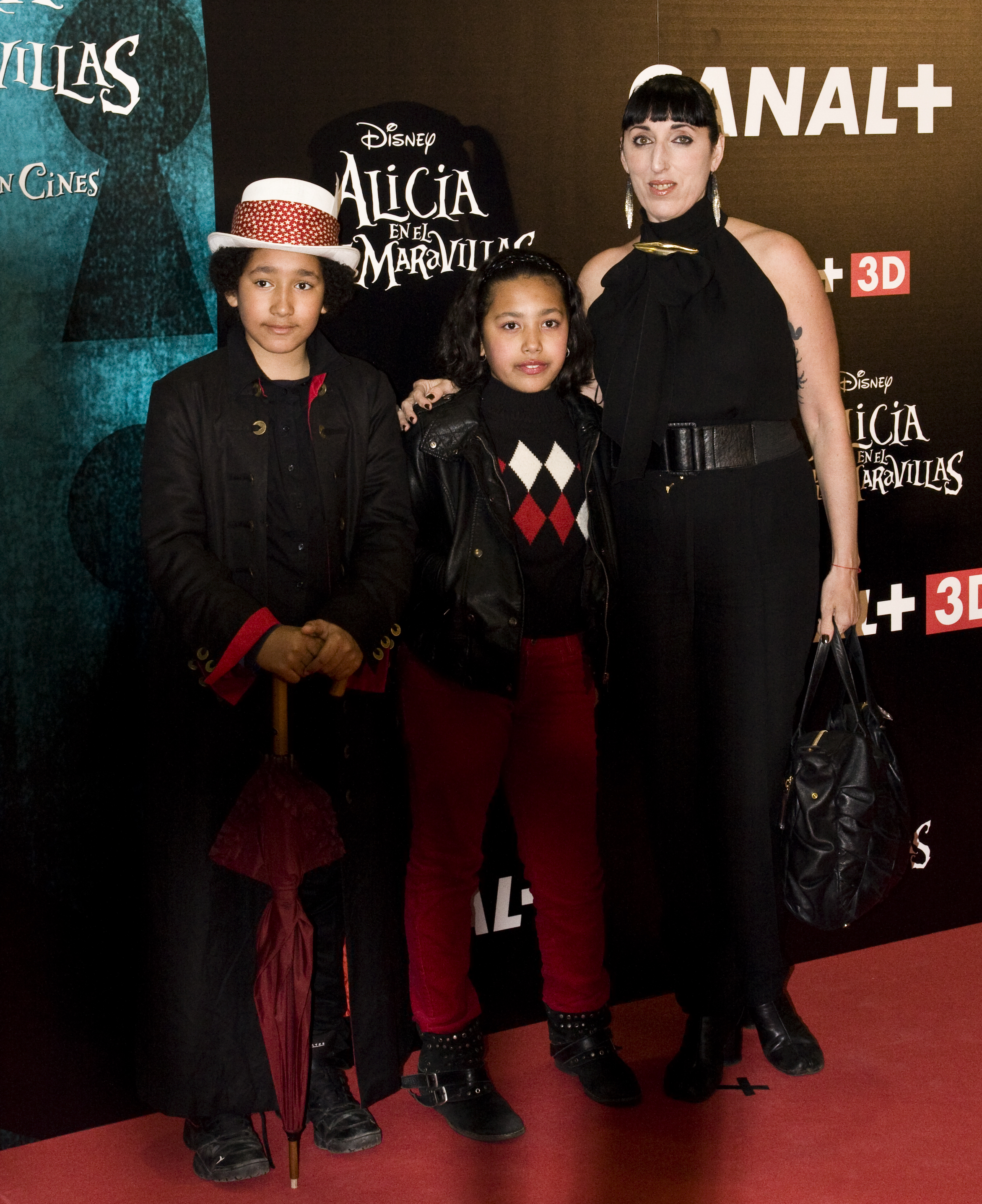
Rossy con sus hijos en el photocall de Alicia en el país de las maravillas en 2010

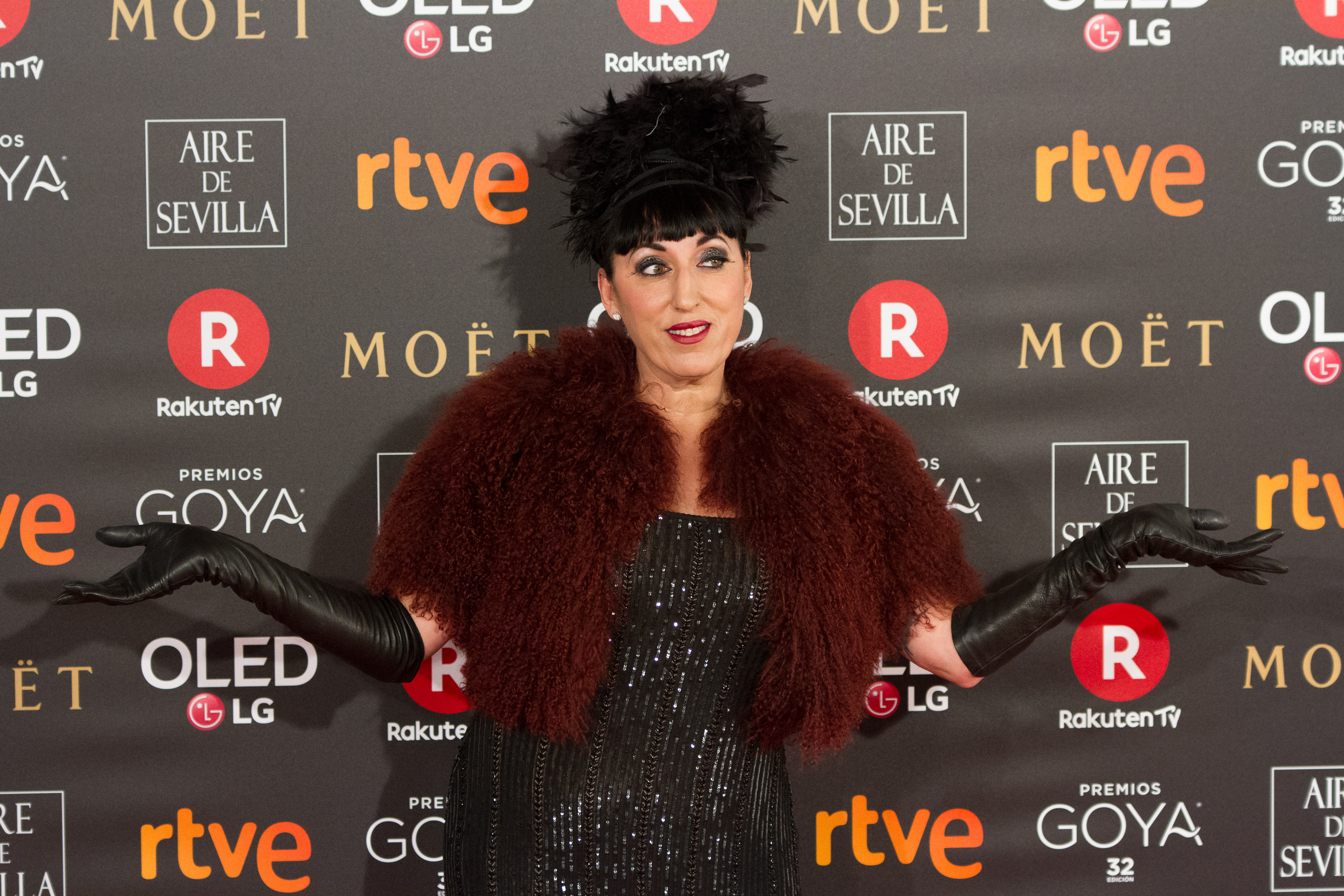
Rossy de Palma en los Premios Goya 2018

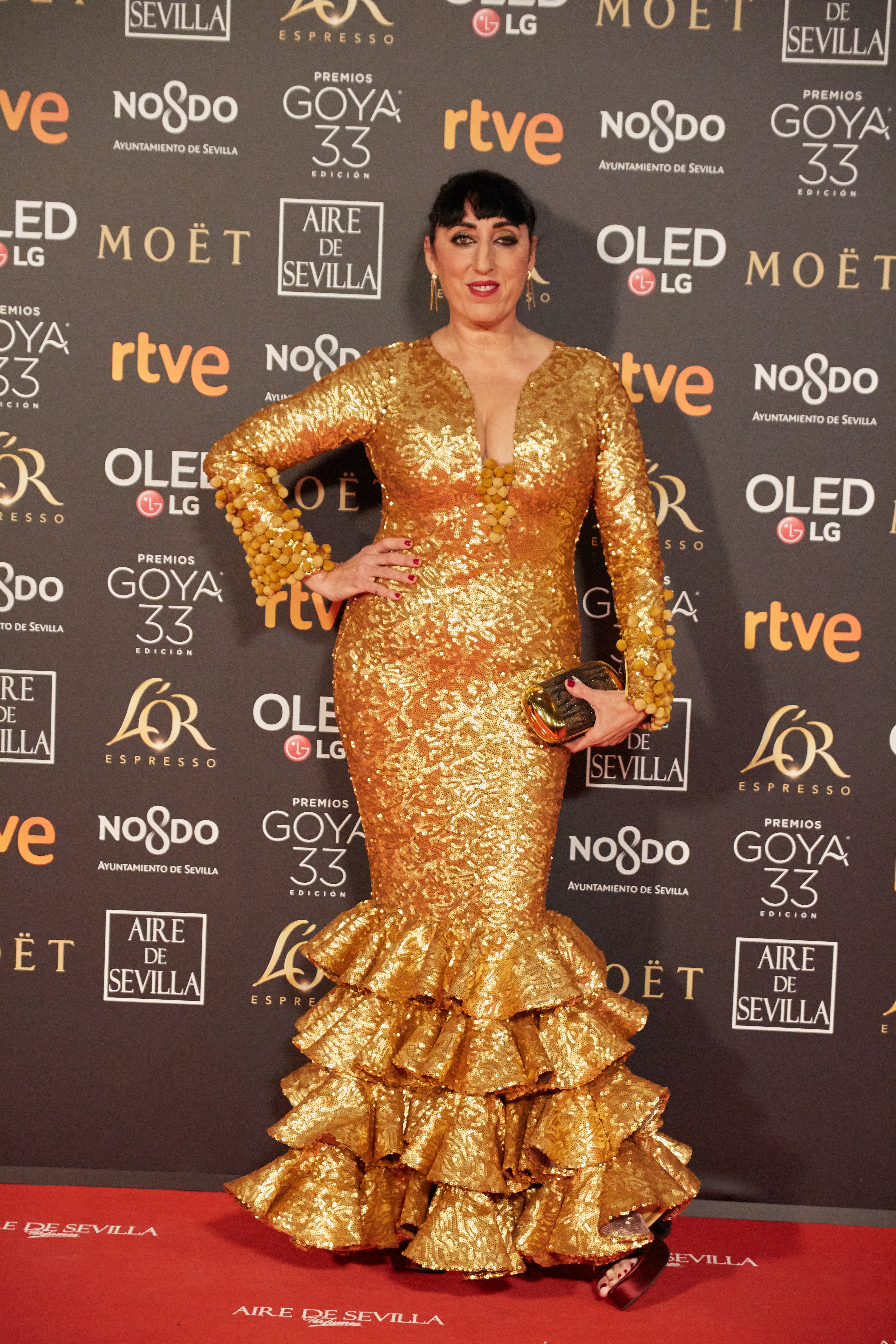
Rossy de Palma en los Premios Goya 2019

A pesar de que el resto de cineastas la miraban con recelo y no le confiaron demasiados papeles para sus respectivas películas, Rossy también trabajó en otros proyectos no dirigidos por el manchego: títulos como Los gusanos no llevan bufanda (protagonizado por Anthony Perkins) o Don Juan, mi querido fantasma, y tuvo la oportunidad de colaborar en películas más conocidas con directores igualmente reconocidos, como en Acción mutante, con Álex de la Iglesia.
Durante años convivió personal y profesionalmente con la prestigiosa actriz Victoria Abril -también chica Almodóvar en la época de Rossy de Palma-, y tuvo la oportunidad de trabajar con ella e introducirse en el cine francés con películas como La mujer del cosmonauta. A lo largo de su carrera ha trabajado con cineastas internacionales como Robert Altman, Mike Figgis y Lina Wertmüller.
En albores del siglo XXI su carrera se volcó casi totalmente en Francia, donde desempeñó papeles en películas como El embolao, La mule, Double zéro... En la comedia People (2004) compartió elenco con Rupert Everett, Marisa Berenson y Ornella Muti.
Afincada en París con sus dos hijos tras terminar su relación con el modelo español Santiago Lajusticia, Rossy se ha alejado en los últimos años del cine y de la vida pública para embarcarse en proyectos más privados relacionados con la música. A España volvió hace unos años para rodar y promocionar una película en la que realizaba una pequeña colaboración 20 centímetros.

"He aprendido a amarme a mí misma después de ser madre, porque eres consciente de lo esencial que eres para ellos. Los hijos nos enseñan más a nosotros que nosotros a ellos. Es la experiencia más bonita, respetando siempre a los que no los tienen. Creo que hubiera sido desgraciada y habría podido rozar incluso la demencia si no hubiera sido madre."
Rossy de Palma (Diario El País, 2016) 

Actualmente reside en España donde ha continuado su carrera como actriz en películas como 3 bodas de más, Anacleto, agente secreto, Incidencias y en la nueva de Almodóvar, Julieta, y en la serie cómica de Telecinco Anclados.
El 20 de junio de 2016, Rossy de Palma comenzó el rodaje de la película El Intercambio, en la que interpreta a Dómina, uno de los personajes principales. Compartió escenas con otros actores como Hugo Silva, Paco Tous, Natalia Roig o Pepón Nieto. La película fue dirigida por el malagueño Ignacio Nacho y producida por Marila Films. Se estrenó a finales de 2016. Al año siguiente participó en la esperada producción El hombre que mató a Don Quijote de Terry Gilliam, en un elenco encabezado por Jonathan Pryce, Adam Driver y Olga Kurylenko.

### Danse avec les stars
Desde el 12 de febrero hasta el 19 de febrero de 2011, Rossy de Palma participó en la primera edición del programa Danse avec les Stars en TF1, la versión francesa de ¡Más que baile!; En la primera gala, con 23 puntos, Rossy fue elegida por el público y pudo seguir en el concurso. En la segunda gala, Rossy fue eliminada del concurso tras dos semanas dentro del programa.

### Bailando con las Estrellas
Rossy de Palma participó en la primera edición del programa Bailando con las Estrellas, el cual fue estrenado el 15 de mayo de 2018. En la cuarta gala, celebrada el 5 de junio de 2018, Rossy y su pareja de baile Santiago fueron los terceros eliminados de la edición.

### En el álbumEl mal quererde Rosalía
En 2018 Rossy participó en el multipremiado álbum El mal querer de Rosalía: interviene en un recitado en el sexto tema del disco («Preso») y colaboró también en la composición de su letra.

### Teatro
En 2024, debutó en el Teatro Real con el monólogo 'Silencio', parte de un tríptico con las óperas de 'La voz humana' y 'La espera'. En sus propias palabras: "Es un papel que muestra una nueva visión femenina al respecto del amor y a que no queremos sufrir tanto. Para mí, un descubrimiento, porque ya hemos visto en el 8-M reciente: las mujeres estamos aprendiendo a amarnos a nosotras, que es el primer amor que debemos tener".

## Filmografía

### Series de televisión
| Año         | Título                        | Personaje                            | Cadena             | Notas        |
| ----------- | ----------------------------- | ------------------------------------ | ------------------ | ------------ |
| 1989        | Delirios de amor              | Robertina                            | La 1               | 1 episodio   |
| 1990        | Os outros feirantes           | Hermelina                            | TVG                | 1 episodio   |
| 1994        | Hermanos de leche             | Berta                                | Antena 3           | 5 episodios  |
| 1994 - 1997 | Los ladrones van a la oficina | Eva Duarte                           | Antena 3           | 12 episodios |
| 2010        | Caterina e le demanda figlie  | Estrella                             | Canale 5           | 1 episodio   |
| 2013        | Familia                       |                                      | Telecinco          | 1 episodio   |
| 2013        | Esposados                     | Rossy                                | Telecinco          | 2 episodios  |
| 2014        | La que se avecina             | Penélope / María Luisa Romero Torres | Telecinco          | 1 episodio   |
| 2015        | Anclados                      | Palmira Gómez / María Jesús          | Telecinco          | 8 episodios  |
| 2020        | Little Birds                  | Condesa Mandrax                      | Starzplay          | 8 episodios  |
| 2022        | Érase una vez... pero ya no   | Mamen                                | Netflix            | 6 episodios  |
| 2023        | La mesías                     | Laia Baró (mayor)                    | Movistar+          | 1 episodio   |
| 2023        | Escort Boys                   | Mimi                                 | Amazon Prime Video | 2 episodios  |

### Cine
| Año  | Título                                          | Personaje                          | Director                            |
| ---- | ----------------------------------------------- | ---------------------------------- | ----------------------------------- |
| 1987 | Sufre mamón                                     | Artista 40 Principales             | Manuel Summers                      |
| 1987 | La ley del deseo                                | Locutora de televisión             | Pedro Almodóvar                     |
| 1988 | Mujeres al borde de un ataque de nervios        | Marisa                             | Pedro Almodóvar                     |
| 1989 | ¡Átame!                                         | El comerciante de fármaco          | Pedro Almodóvar                     |
| 1990 | Alcune signore Por bene                         | Donatella                          | Bruno Gaburro                       |
| 1990 | Don Juan, mi querido fantasma                   | Viuda de Prodini                   | Antonio Mercero                     |
| 1990 | Nel giardino delle aumentó                      |                                    | Luciano Martino                     |
| 1992 | Los gusanos no llevan bufanda                   | Señora                             | Javier Elorrieta                    |
| 1992 | Aquí el que no corre, vuela                     |                                    | Ramón Fernández                     |
| 1992 | Sam suffit                                      | Chichi                             | Virginie Thévenet                   |
| 1993 | Acción mutante                                  | Un huésped                         | Álex de la Iglesia                  |
| 1993 | Kika                                            | Juana                              | Pedro Almodóvar                     |
| 1994 | Parque de pollo                                 | Necrophelia Addams                 | Jerry Calà                          |
| 1994 | Fea                                             |                                    | Dunia Ayaso y Félix Sabroso         |
| 1994 | Prêt-à-Porter                                   | Pilar                              | Robert Altman                       |
| 1995 | La flor de mi secreto                           | Rosa                               | Pedro Almodóvar                     |
| 1995 | El perquè de tot plegat                         | Bibliotecaria                      | Ventura Pons                        |
| 1995 | Peggio di così si muore                         | Myrna                              | Marcello Cesena                     |
| 1995 | ¡Qué noche Bronceado movida!                    | Paula                              |                                     |
| 1996 | El trabajador de cuello azul                    |                                    | Lina Wertmüller                     |
| 1996 | Un cos al bosc                                  | Teniente Cifuentes                 | Joaquim Jordà                       |
| 1997 | Airbag                                          | Carmina                            | Juanma Bajo Ulloa                   |
| 1997 | La Femme du cosmonaute                          | Catherine                          | Jacques Monnet                      |
| 1998 | Hors jeu                                        | Concepción Alibera                 | Karim Dridi                         |
| 1998 | Charla de ángeles                               | Elena                              | Nick Hamm                           |
| 1998 | Franchesca Página                               | Veronica                           | Kelley Sane                         |
| 1999 | Esa maldita costilla                            | Margarita                          | Juan José Jusid                     |
| 1999 | La pérdida de inocencia sexual                  | Mujer ciega                        | Mike Figgis                         |
| 1999 | Nag la bombe                                    | Leïla                              | Jean-Louis Milesi                   |
| 2001 | L'origine du monde                              | El Sphynx                          | Jérôme Enrico                       |
| 2002 | Le Boulet                                       | Pauline Reggio                     | Alain Berbérian, Frédéric Forestier |
| 2003 | Laisse tes mains sur mes hanches                | Myriam Bardem                      | Chantal Lauby                       |
| 2004 | People                                          | Pilar                              | Fabien Onteniente                   |
| 2004 | Doble Zéro                                      | El Eyeglass                        | Gérard Pirès                        |
| 2004 | Tu la conosci Claudia?                          | Claudia                            | Massimo Venier                      |
| 2005 | 20 centímetros                                  | La Frío                            | Ramón Salazar                       |
| 2006 | Mes copines                                     | La madre de Marie                  | Sylvie Ayme                         |
| 2006 | Les aristos                                     | Duquesa María de Málaga y Benidorm | Charlotte de Turckheim              |
| 2009 | Los abrazos rotos                               | Julieta                            | Pedro Almodóvar                     |
| 2009 | ¡No pasarán!                                    | Inés                               | Emmanuel Caussé, Eric Martin        |
| 2010 | Miss Tacuarembó                                 | Patricia Peinado                   | Martín Sastre                       |
| 2010 | Gigola                                          | Dominique                          | Laure Charpentier                   |
| 2011 | Le monde à ses pieds                            | Caroline Fox                       | Cristiano Faure                     |
| 2013 | No sé si cortarme las venas o dejármelas largas | Lola / Manuela                     | Manolo Caro                         |
| 2013 | 3 bodas de más                                  | Mónica                             | Javier Ruiz Caldera                 |
| 2013 | Jack et la mécanique du cœur                    | Luna                               | Stéphane Berla, Mathias Malzieu     |
| 2013 | &ME                                             | Mama Verona                        | Norbert ter Sala                    |
| 2014 | Amor de mis amores                              | Carmina                            | Manolo Caro                         |
| 2014 | No Molestar                                     | María                              | Patrice Leconte                     |
| 2015 | Anacleto, agente secreto                        | Madre de Katia                     | Javier Ruiz Caldera                 |
| 2015 | Graziella                                       | Graziella                          | Mehdi Charef                        |
| 2015 | Solo química                                    | Bárbara Sullivan                   | Alfonso Albacete                    |
| 2015 | Incidencias                                     | Azafata                            | José Corbacho, Juan Cruz            |
| 2016 | Julieta                                         | Marian                             | Pedro Almodóvar                     |
| 2017 | The White Princess                              | Isabel I de Castilla               | Amanda Sthers                       |
| 2017 | Toc Toc                                         | Ana María                          | Vicente Villanueva                  |
| 2017 | Señor, dame paciencia                           | María Ramos                        | Álvaro Díaz Lorenzo                 |
| 2017 | Madame                                          | Maria                              | Amanda Sthers                       |
| 2018 | El Intercambio                                  | Dómina                             | Ignacio Nacho                       |
| 2018 | Black is Beltza                                 | Ruth Abransom                      | Fermin Muguruza                     |
| 2018 | Brillantissime                                  | Charline                           | Michèle Laroque                     |
| 2019 | A pesar de todo                                 | Inés                               | Gabriela Tagliavini                 |
| 2019 | Los Rodríguez y el más allá                     | Doctora Pilar                      | Paco Arango                         |
| 2019 | Tu me manques                                   | Rosaura                            | Rodrigo Bellot                      |
| 2021 | Madres paralelas                                | Elena                              | Pedro Almodóvar                     |
| 2022 | La sangre fría                                  |                                    | Fran Granada                        |

### Programas de televisión
| Año  | Título                        | Función        | Cadena             | Notas       |
| ---- | ----------------------------- | -------------- | ------------------ | ----------- |
| 2011 | Danse avec les Stars          | Concursante    | TF1                | 2 programas |
| 2018 | Bailando con las estrellas    | Concursante    | La 1               | 3 programas |
| 2017 | El gran reto musical          | Invitada       | La 1               | 1 programa  |
| 2021 | ¿Quién quiere ser millonario? | Invitada       | Antena 3           | 1 programa  |
| 2021 | LOL: Si te ríes pierdes       | Concursante    | Amazon Prime Video | 6 programas |
| 2022 | MasterChef Celebrity          | Invitada       | La 1               | 1 programa  |
| 2023 | Drag Race Francia             | Jueza Invitada | France.TV          | 1 programa  |

### Cortometrajes
| Año  | Título                             | Personaje       | Director               |
| ---- | ---------------------------------- | --------------- | ---------------------- |
| 1994 | Mejor Ningún hables                |                 | Pedro Paz              |
| 2000 | La Mula                            | El colombiano   | Jean-Stéphane Sauvaire |
| 2006 | La edad Ideal                      |                 | Ana Lozano             |
| 2014 | Viajando señora: la marca perfecta | Viajando Señora | Jessica Mitrani        |
| 2014 | Madre Quentina                     | Quentina        | José Ramón Da Cruz     |
| 2015 | La Divanee                         | Narrador        | Jessica Mitrani        |

## Premios y candidaturas
Premios Anuales de la Academia "Goya"
| Año  | Categoría                                | Película              | Resultado |
| ---- | ---------------------------------------- | --------------------- | --------- |
| 1996 | Mejor interpretación femenina de reparto | La flor de mi secreto | Candidata |
| 1994 | Mejor interpretación femenina de reparto | Kika                  | Candidata |

Premios Feroz
| Año  | Categoría               | Película       | Resultado |
| ---- | ----------------------- | -------------- | --------- |
| 2017 | Mejor actriz de reparto | Julieta        | Nominada  |
| 2014 | Mejor actriz de reparto | 3 bodas de más | Nominada  |

### Otros premios y reconocimientos
- Medalla de Oro al Mérito en las Bellas Artes 2019.[31]

- Premio Internacional Yo Dona 2018.[32]

- Nominada a Premio Goya a la mejor interpretación femenina de reparto.

- Nominada a César a la mejor actriz secundaria.

- Nominada Premio Feroz a la mejor actriz de reparto.